# Attaques à Bombay du 26 au 29 novembre 2008

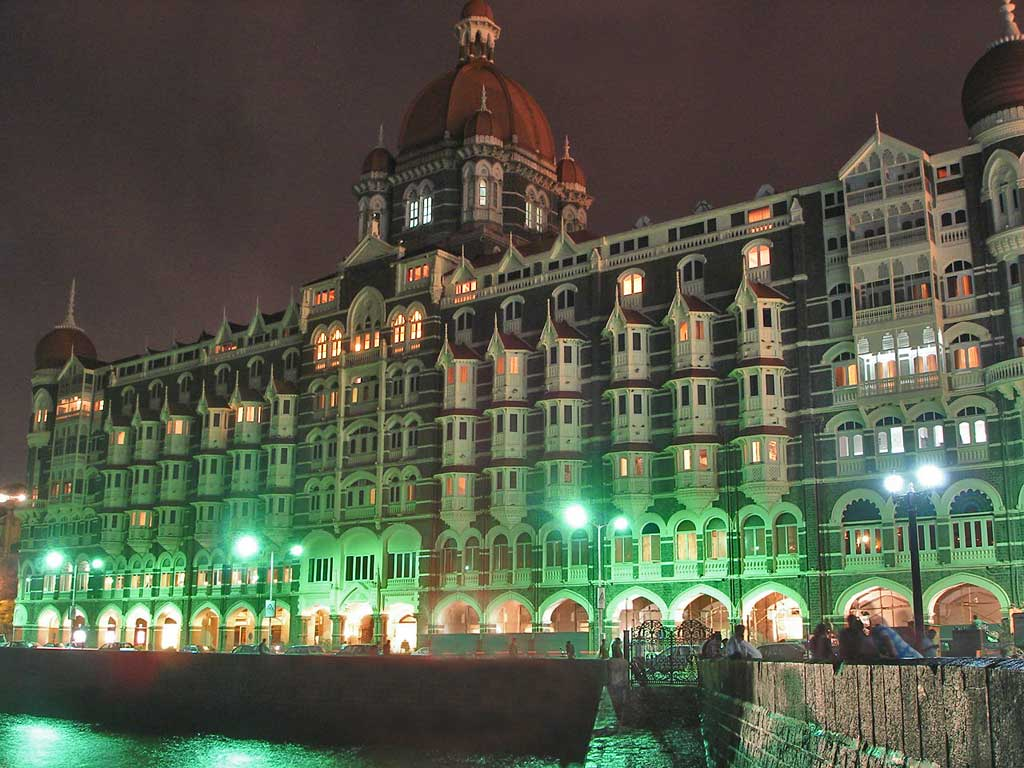
Le Taj Mahal Palace.

Les attaques de novembre 2008 à Bombay sont une série de dix attaques terroristes  coordonnées qui ont eu lieu du 26 au 29 novembre 2008 à travers Bombay, capitale financière et plus grande ville de l'Inde.
Le bilan fait état de 175 personnes mortellement blessées, dont au moins 26 ressortissants étrangers et 312 blessées. L'équipe terroriste était composée de 10 militants islamistes entrainés au Pakistan sans appui direct du gouvernement, 9 d'entre eux ont été tués et un fait prisonnier. Alors que ce seul rescapé, jugé en Inde, a été condamné à mort et exécuté le 21 novembre 2012, sept autres Pakistanais soupçonnés d'être liés à l'attentat sont en cours de jugement au Pakistan.

## Déroulement
Toutes ces attaques, à l'exception d'une, ont eu lieu dans le sud de la ville : 
- à la gare centrale Chhatrapati Shivaji Terminus, où le nombre de morts — plus de 50 — est le plus élevé ;
- à deux hôtels de luxe, l'Oberoi Trident et le Taj Mahal Palace & Tower,
- au restaurant touristique populaire Léopold Café,
- à l'hôpital Cama,
- au centre communautaire juif Loubavitch à Nariman House, où le rabbin Holtzberg et sa femme[3] ainsi que plusieurs autres personnes sont torturés et assassinés[4],
- au siège de la police, où trois hauts fonctionnaires dont le chef de la Brigade de lutte contre le terrorisme du Maharashtra, sont tués par arme à feu.

Le groupe Moudjahidines du Deccan, alors inconnu, revendique la responsabilité de ces attaques par courriel envoyé aux organes de presse. Certains médias attribuent ces attentats terroristes au Lashkar-e-Toiba, groupe islamique militant basé au Pakistan.
Les attaques commencent aux alentours de 21 h 50, le mercredi 26 novembre, lorsque des coups de feu sont entendus à l'intérieur du Léopold Café. Ensuite, armés d'AK-47, deux terroristes entrent dans le hall de la CST (terminal ferroviaire) aux environs de 22 h 30, ouvrent le feu et jettent des grenades, tuant au moins dix personnes.
Deux terroristes prennent quinze personnes en otages dont sept étrangers, dans l'hôtel Taj Mahal. Les terroristes tirent sur les clients d'un des restaurants de l'hôtel, achevant les blessés à terre. Certaines victimes restent cependant en vie en simulant leur mort. Les otages sont finalement libérés, selon CNN citant le chef de la police de l'État du Maharashtra, tandis que les otages à l'hôtel Oberoi Trident ne sont libérés que le vendredi 28. Plusieurs explosions ont eu lieu à l'hôtel Taj Mahal et une à l'Oberoi Trident. Les deux hôtels sont partiellement incendiés. De nombreux autres clients de l'hôtel sont restés barricadés dans leurs chambres jusqu'à la fin des opérations le samedi 29 novembre.
Plusieurs personnalités, notamment politiques, se trouvent alors dans ces hôtels. Au Taj Mahal au moment de l'attaque se trouvaient la cheffe du gouvernement régional de Madrid, Esperanza Aguirre et le député indien N. N. Krishnadas (en), ainsi que plusieurs députés européens : les Britanniques Sajjad Karim et Syed Kamall, le Polonais Jan Masiel, l'Espagnol Ignasi Guardans Cambó et les Allemands Erika Mann et Daniel Caspary et le Hongrois Béla Glattfelder. Deux Français, Loumia Hiridjee, la fondatrice de la marque Princesse tam.tam et son mari Mourad Amarsy sont tués au restaurant de l'hôtel Oberoi. Deux Canadiens, le docteur Michael Moss, 73 ans, de l'hôpital Richardson de Montréal Ouest et sa conjointe Elizabeth Russell ont été tués à l'hôtel Oberoi.
Trois des activistes arrêtés auteurs des attaques de Bombay ont avoué être des militants du mouvement Lashkar-e-Toiba, basé au Pakistan, rapporte, vendredi, le journal indien The Hindu. Selon certains analystes[réf. souhaitée] ces attaques pourraient avoir eu lieu pour éviter un rapprochement de l'Inde et du Pakistan à un moment où les gouvernements pakistanais et américains s'attaquent aux bases islamistes en Afghanistan qui servent de refuge aux talibans et à Al-Qaïda.

## Confession d'un terroriste capturé
Mohammed Ajmal Kasab (Azam Kasav Amir), un terroriste pakistanais de 21 ans, a été capturé et emmené à l'hôpital Nair. Selon les premières enquêtes menées par les agences de renseignement, Azam est de Farîdkot au Pakistan et a reçu une formation aux armes au Pakistan. Des munitions, un téléphone satellite et un plan de la gare Chhatrapati Shivaji ont été récupérés sur lui. Il a fourni de nombreux indices pour les organismes d'enquête et aurait décrit comment ils sont arrivés à Bombay par l'intermédiaire de Karachi Porbandar. Il aurait dit à la police que lui et d'autres terroristes avaient reçu des revolvers, des AK-47, des munitions et des fruits secs, de leurs coordonnateurs; qu'ils voulaient reproduire l'attentat à l'hôtel Marriott d'Islamabad du 20 septembre 2008, et réduire le Taj Mahal Palace en décombres; que lui et son associé, Ismail Khan, ont été ceux qui ont tiré sur le chef de l'organisme anti-terroriste Hemant Karkare. Selon la police, Kasav serait entré au Taj Mahal Palace en se présentant comme un étudiant de l'île Maurice ; il aurait caché des explosifs dans sa chambre. Azam a aussi révélé que lui et son associé sont restés dans la chambre 630 du Taj Mahal Palace où ils ont stocké des munitions. Ils avaient réservé la chambre pour quatre jours en utilisant de fausses identités mauriciennes. L'unité anti-terroriste indique que le sang et l'urine d'Azam a montré que le terroriste était sous l'influence de la drogue, chose qu'il confirme en indiquant que les assaillants ont ingéré des amphétamines avant les attaques afin de rester alertes.
Une prime de 1 250 dollars aurait été promise aux familles des attaquants si ceux-ci mouraient dans l'attaque.
Le 29 novembre, Amir Azam Kasav donne le nom de ses collègues comme Abu Ali, Fahad, Omar, Shoaib, Umer, Abou Akasha, Ismail Khan, Abdul Rahman (Bara), et Abdul Rahman. Il a dit qu'ils avaient prévu de tuer aveuglément les touristes étrangers et les Juifs en épargnant les musulmans chaque fois que possible.
Il est annoncé le 21 mars 2009 par le ministre de l'intérieur de l'État de Maharashtra que la peine de mort sera requise contre lui, fait rarissime en Inde. La sentence est prononcée le 6 mai 2010 par le juge qui le condamne à la peine de mort par pendaison. Au terme d'un examen en appel, la cour suprême indienne confirme sa condamnation à mort le 29 août 2012. Amir Azam Kasav est pendu le 21 novembre 2012 après que son recours en grâce a été rejeté.

## Enquête sur l'attentat
Le 2 décembre 2008, la police indienne pense avoir identifié Yusuf Muzammil, un responsable du groupe Lashkar-e-Toiba, basé au Pakistan, comme étant le cerveau de ces attentats de Bombay. Le dimanche 7 décembre, les militaires pakistanais procèdent à plus d'une dizaine d'arrestations dont celle de Zaki-ur-Rehman Rakvi qui serait le chef opérationnel du Lashkar-e-Toiba. Toutefois, le Pakistan n'entend pas livrer les suspects à l'Inde. Le président du Pakistan, Asif Ali Zardari confirme ses intentions dans une déclaration au Figaro : « Le Pakistan s'engage à poursuivre, arrêter, juger et punir quiconque est impliqué dans l'horrible massacre de Bombay.(...) Comme il l'a montré lors des raids commencés le 7 décembre et des arrestations qui ont suivi (contre les camps et les militants islamistes du Lashkar-e-Taiba, NDLR du Figaro), le Pakistan agira contre tous les acteurs non étatiques de ce type et les traitera pour ce qu'ils sont : des criminels, des terroristes, des assassins ». Le Lashkar-e-Toiba dément toutefois toute participation aux attentats de Bombay.
Le 12 février 2009, le gouvernement pakistanais, par la voix du directeur du ministère de l'Intérieur, Rehman Malik, admet que les attentats ont été préparés au Pakistan et qu'un important commandant du Lashkar-e-Toiba, arrêté en décembre 2008 en est un des instigateurs.
Six mois après l'arrestation de Hafiz Saeed, chef de l'organisation caritative Jama'at-ud-Da'wah, accusée d'être une vitrine du Lashkar-e-Taiba, placé sous assignation à résidence, a été relâché par la Haute Cour de Lahore, faute de preuves.

## Réouverture des hôtels
Trois semaines après le drame, une cérémonie œcuménique s'est déroulée pour marquer la réouverture partielle des hôtels de luxe Oberoi et Taj Mahal Tower.

## Sites ciblés par les terroristes
| Site                                         | Type d'attaques                                     |
| -------------------------------------------- | --------------------------------------------------- |
| Gare Chhatrapati Shivaji Terminus            | Tirs et grenades                                    |
| Siège de la police de Bombay                 | Tirs                                                |
| Restaurant Leopold Cafe                      | Tirs                                                |
| Hôtel Taj Mahal                              | Fusillades, explosions, incendies et prise d'otages |
| Hôtel Oberoi Trident                         | Fusillades, explosions, incendies et prise d'otages |
| Docks de Mazagaon                            | Explosion et saisies d'armes                        |
| Hôpital Cama                                 | Fusillades et otages                                |
| Nariman House, siège du Mouvement Loubavitch | Fusillades et otages                                |
| Vile Parle, station de métro                 | Attentat                                            |
| Girgaum Chowpatty                            | Deux terroristes appréhendés                        |

## Liste des victimes par nationalité
Liste non exhaustive au 4 décembre 2008 (les auteurs de ces attaques tués lors de leur action ne sont pas mentionnés) :
| Nationalité | Tués | Blessés |
| ----------- | ---- | ------- |
| Inde        | 141  | 284     |
| Israël      | 6    | -       |
| États-Unis  | 6    | 3       |
| Allemagne   | 3    | 3       |
| Australie   | 2    | 2       |
| Canada      | 2    | 2       |
| France      | 2    | -       |
| Royaume-Uni | 1    | 7       |
| Singapour   | 1    | -       |
| Chine       | 1    | 1       |
| Japon       | 1    | 1       |
| Espagne     | 1    | 1       |
| Jordanie    | 1    | 1       |
| Italie      | 1    | 1       |
| Thaïlande   | 1    | -       |
| Grèce       | 1    | -       |
| Mexique     | 1    | -       |
| Maurice     | 1    | -       |
| Pays-Bas    | 1    | -       |
| Oman        | -    | 2       |
| Philippines | -    | 1       |
| Finlande    | -    | 1       |
| Norvège     | -    | 1       |
| Pologne     | -    | 1       |
| Autriche    | -    | 1       |
| Hongrie     | -    | 1       |

## Documentaires télévisés
- Attaques terroristes à Bombay, 6e épisode de la 5e saison de La Minute de vérité sur National Geographic Channel et sur Direct 8.

## Romans
- Michelle Fitoussi, La nuit de Bombay, Livre de poche

## Films
- The Attacks of 26/11 film de Ram Gopal Varma en 2013 avec les MARCOS.
- Taj Mahal, réalisé par Nicolas Saada et sorti en 2015.
- Hôtel Mumbai (Attaque à Mumbai), réalisé par Anthony Maras et sorti en 2018.